# Maciej Topolski (pisarz)

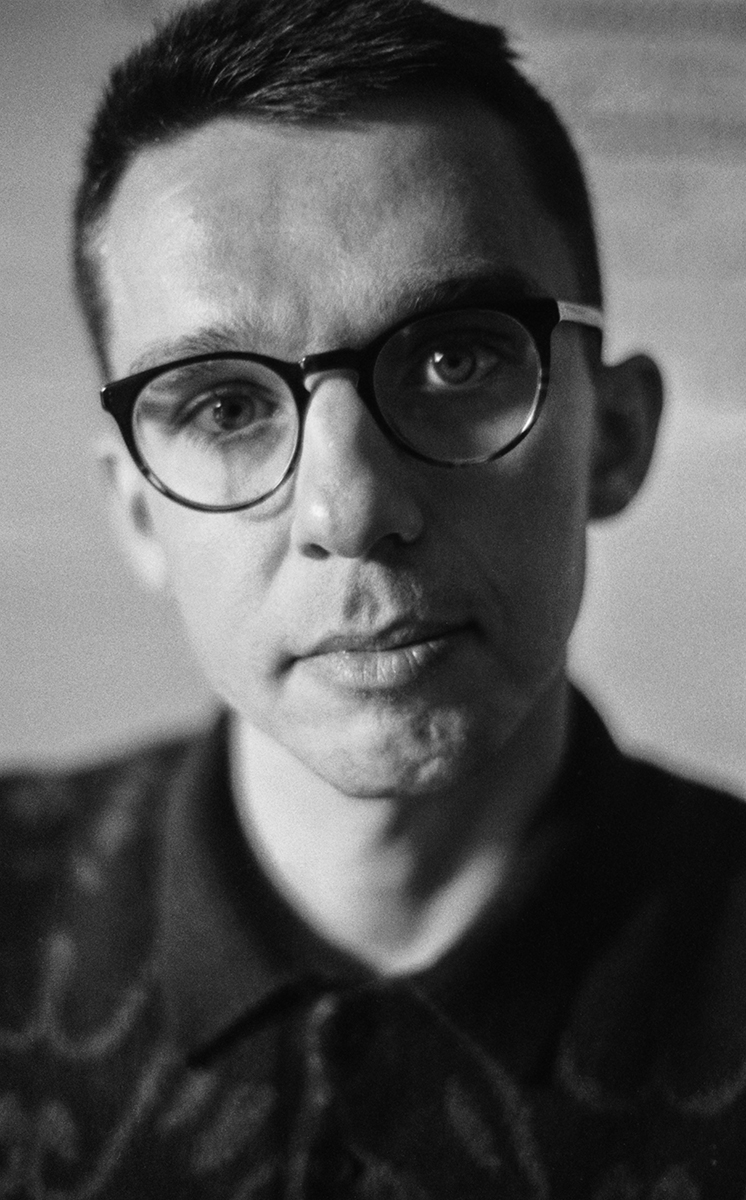
fot. Szymon Malecki

Maciej Topolski (ur. 1989 w Lublinie) – polski pisarz, tłumacz, eseista i antropolog.
W 2012 roku opublikował autorski wybór wierszy Adama Wiedemanna Domy schadzek.
Tłumaczył teksty naukowe (m.in. Michela Serresa) i literackie (m.in. June Jordan). W 2022 roku opublikował przekład powieści wierszem Autobiografia czerwonego Anne Carson, za który otrzymał Nagrodę im. Wisławy Szymborskiej. W 2024 roku wydał tłumaczenie kolejnej książki Carson - Dekreacja. Wiersze, eseje, opera.
W 2018 roku nominowany do Nagrody Literackiej Gdynia za tom na koniec idą, za który otrzymał również wyróżnienie w Ogólnopolskim Konkursie Literackim im. Artura Fryza. W 2021 roku znalazł się wśród finalistów Nagrody Conrada i Nagrody Literackiej im. Witolda Gombrowicza jako autor książki Niż. Laureat Nagrody Krakowa Miasta Literatury UNESCO 2020.
Publikował w licznych polskich czasopismach m.in.: Znaku, dwutygodniku, Nowej Europie Wschodniej, Odrze, Tygodniku Powszechnym, Czasie Kultury, Tekstach Drugich, Kontekstach.
W 2024 roku obronił na Uniwersytecie Jagiellońskim pracę doktorską poświęconą zmysłowi dotyku - Antropologia taktylna. Rozpoznania.
Jest kolekcjonerem starych amatorskich albumów fotograficznych.

## Twórczość

### Poezja
- na koniec idą (Dom Literatury w Łodzi, Łódź 2017, ISBN 9788362733590)
- LUXUS (Dom Literatury w Łodzi, Łódź 2019, ISBN 9788366318021)

### Proza
- Niż (Ha!art, Kraków 2020, ISBN 9788366571112)

### Przekład
- Anne Carson, Autobiografia czerwonego. Powieść wierszem (Ossolineum, Wrocław 2022, ISBN 9788366267749)
- Anne Carson, Dekreacja. Wiersze, eseje, opera (Ossolineum, Wrocław 2024, ISBN 9788366257177)

### Inne
- Adam Wiedemann, Domy schadzek (WBPiCAK, Poznań 2012, ISBN 9788362717620)